# Julio Granda Zúñiga
Julio Ernesto Granda Zúñiga (Camaná, 25 febbraio 1967) è uno scacchista peruviano, Grande maestro.
È stato tra i 100 giocatori più forti del mondo. Ha vinto il campionato continentale delle Americhe nel 2007, 2012, 2013 e 2014.
Si mette in luce nel 1980 vincendo a Mazatlán il campionato del mondo under-14. Nel 1984 vince il campionato panamericano juniores a Lima.
Diventa grande maestro nel 1986 all'età di 19 anni. 
Vince il campionato peruviano nel 1994, 1995, 1996, 1997 e 2002.
Ha partecipato con la nazionale peruviana a nove olimpiadi (otto volte in prima scacchiera), realizzando complessivamente +53 =36 –23 (63,4 %).
Nelle lista FIDE di giugno 2016 raggiunge il suo record Elo, con 2699 punti (42º al mondo, 1º tra i giocatori peruviani).
Tra gli altri principali risultati i seguenti:
- 1986 : =1º a L'Avana con Carlos García Palermo al torneo Capablanca Memorial
- 1990 : 1º a Barcellona e Siviglia
- 1991 : 1º a Buenos Aires
- 1992 : 1º a New York
- 1993 : 1º al torneo zonale di Brasilia, con 7/9
- 1995 : 1º al torneo zonale di San Paolo del Brasile;  =1º con Jan Timman al Memorial Donner di Amsterdam
- 1996 : =1º con Vasyl' Ivančuk al Memorial Donner di Amsterdam
- 1997 : 1º al Memorial Donner di Amsterdam
- 2003 : 1º a L'Avana al torneo Capablanca Memorial
- 2004 : 1º alla "Copa Entél" di Santiago del Cile
- 2008 : 1º al campionato iberoamericano di Morelia/Linares[3]
- 2016 : a maggio vince la quinta edizione dell'open internazionale di Llucmajor con il punteggio di 8,5/9, superando di 1,5 punti gli immediati inseguitori.[4]
- 2017 : in novembre si laurea Campione del Mondo Over 50 ad Acqui Terme.[5]
- 2018: in maggio a Gallipoli vince il Campionato italiano di scacchi a squadre con la squadra del Obiettivo Risarcimento Padova.

Dall'ottobre 2018 ricopre l'incarico di vice presidente FIDE.